# Jules Étienne François Muteau
Pour les articles homonymes, voir Muteau.
Jules Étienne François Muteau est un homme politique français né le 23 février 1795 à Dijon (Côte-d'Or) et mort le 3 mai 1869 à Torpes (Doubs).

## Biographie
Capitaine pendant les Cent-Jours, il devient ensuite avocat à Dijon. Auditeur à la Cour d'Appel de Dijon en 1819, il est conseiller en 1829. Il est député de la Côte-d'Or de 1834 à 1848, siégeant au centre-gauche. En mars 1848, il est premier président de la cour d'Appel de Dijon, prenant sa retraite en 1864. Conseiller général, il est président du conseil général pendant 10 ans.